# Bienenkönigin

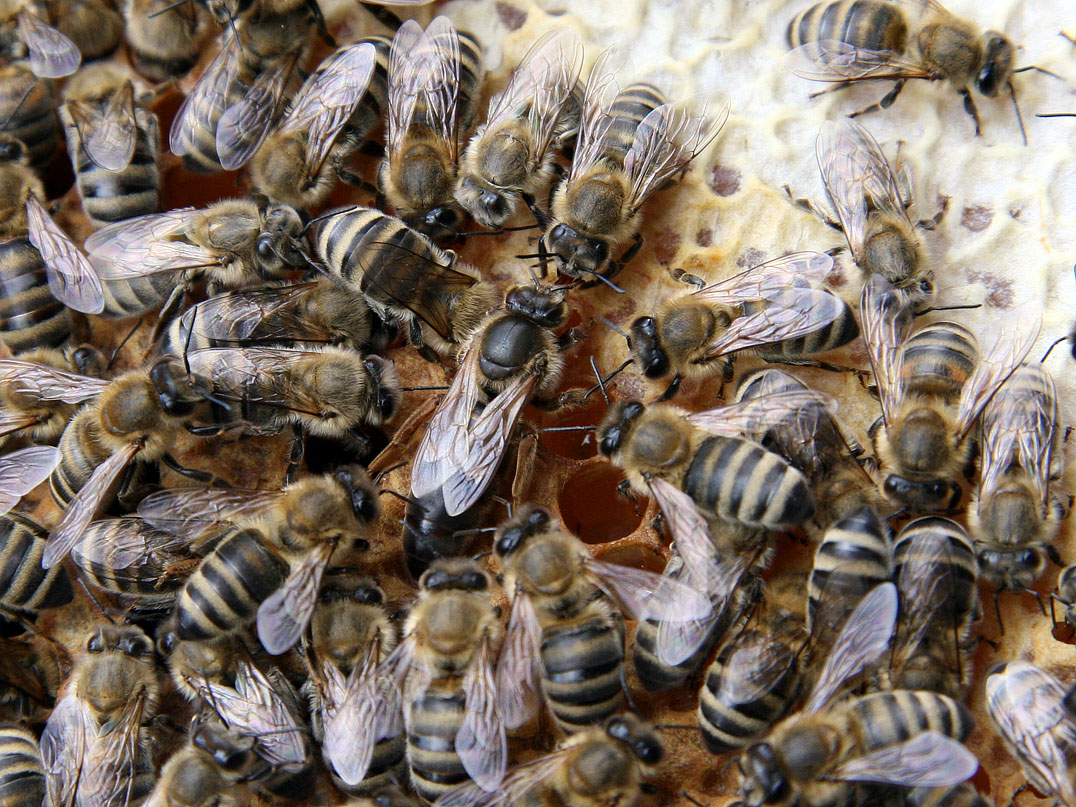
Nicht gezeichnete Bienenkönigin (Mitte) umringt von Arbeiterinnen

Die Bienenkönigin (im Zusammenhang kurz die Königin), auch der Weisel (fachsprachlich auch die Weisel), der Weiser, die Mutterbiene, die Bienenmutter, die Stockmutter und in früheren Zeiten auch der Bienenkönig genannt, ist das einzige geschlechtsreife weibliche Tier im Volk der Honigbienen. Ihr Hinterleib ist im Vergleich zu denen der beiden anderen Phänotypen Drohn und Arbeiterin deutlich länger und nimmt im Laufe des Lebens geringfügig an Volumen zu. In diesem sind mehrere voll entwickelte Eischläuche (Ovarien) vorhanden. Die Funktion der Königin besteht im Legen von Eiern und der pheromonellen Steuerung des Stocklebens zum Erhalt des Bienenvolks. Wie die Arbeiterinnen hat die Königin zwar auch einen Stachel, setzt diesen aber nur vor dem Hochzeitsflug zum Töten von Rivalinnen ein.

## Entstehung
Bienenköniginnen werden herangezogen, wenn sich das Bienenvolk über das Schwärmen teilt, oder wenn die bisherige Königin gestorben ist oder aus Altersgründen (Pheromonmangel) ersetzt wird; letzteres wird Nachschaffung oder „stilles Umweiseln“ genannt.
Die Entwicklung erfolgt, wie auch die der Arbeitsbienen, aus befruchteten Eiern. Die jungen Königinnen sind zunächst gewöhnliche Schwestern der Arbeitsbienen und mit diesen bis zu 75 % verwandt. Genetisch sind also Königin und Arbeiterin identisch, doch durch den speziellen Futtersaft wird Genregulation durch Methylierung eingeleitet, was zu unterschiedlicher Genexpression und damit unterschiedlichem Verhalten und Funktion der Königin führt.
Im Gegensatz zu den Larven der Arbeiterinnen werden Königinnen aber über die gesamte Dauer des Larvenstadiums mit einem von den Ammenbienen in speziellen Kopfdrüsen erzeugten Futtersaft, dem Gelée royale, ernährt und in eigenen, senkrecht (statt waagrecht) ausgerichteten Weiselzellen aufgezogen. Diese werden von den Stockbienen entweder auf der Wabe durch Umbau erstellt (Nachschaffungszellen), oder extra an den Wabenunterkanten angesetzt (Schwarmzellen). Die Entscheidung zur Produktion neuer Weisel wird von den Arbeitsbienen getroffen, sofern die Konzentration bestimmter Pheromone einen bestimmten Grenzwert unterschreitet. Der Prozess tritt in aller Regel bei starkem Wachstum der Völker oder bei defekter Weisel ein.
Evolutionsbiologisch wird diese Verhaltensweise so erklärt, dass die Aufzucht einer neuen Königin die einzige Möglichkeit für die (unfruchtbaren) Arbeiterinnen darstellt, den eigenen Genpool in die nächste Generation zu transportieren. Auch die empirisch festgestellte Eusozialität der Arbeiterinnen wird so teilweise erklärt.

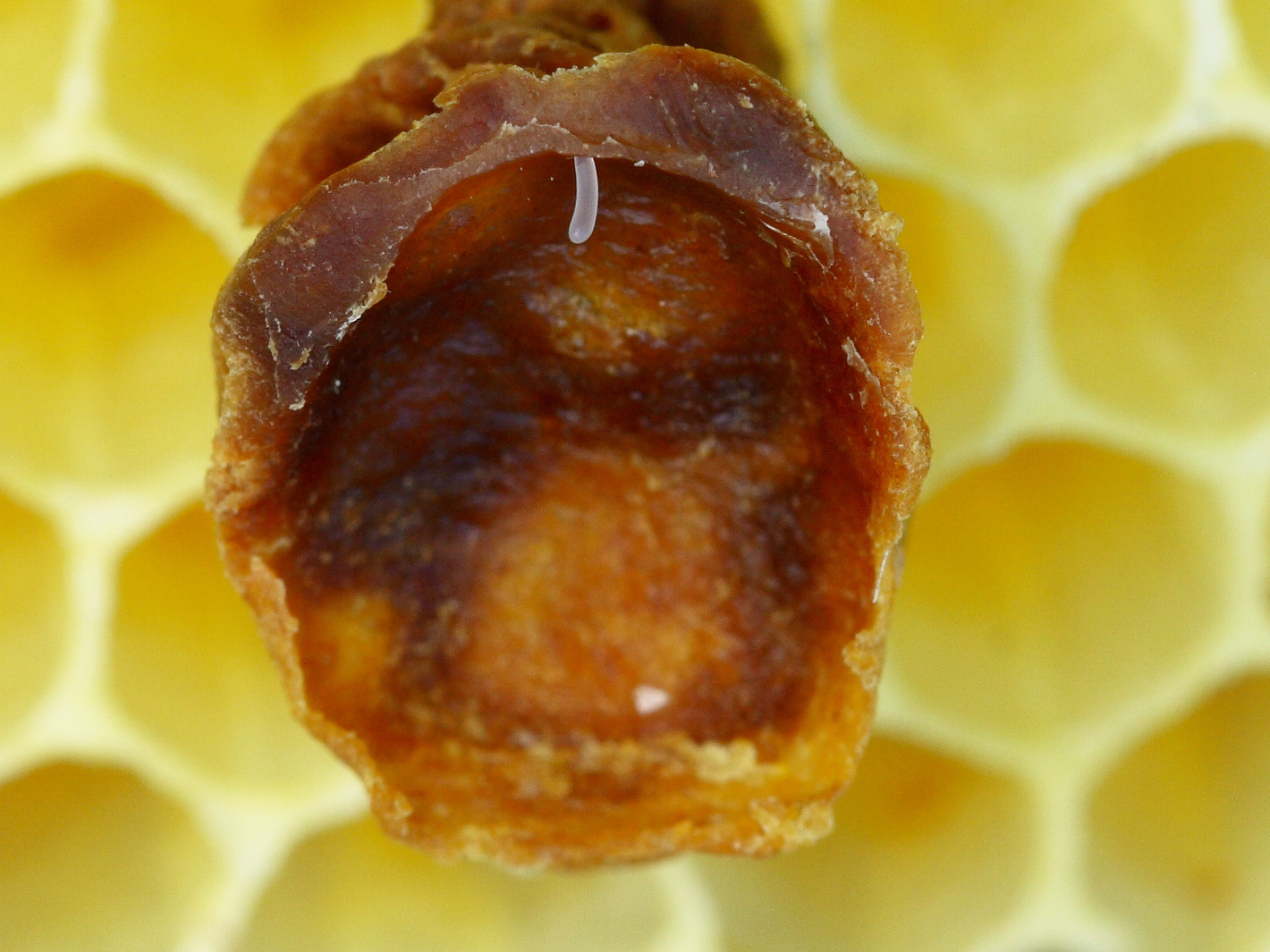
Ei in einer Weiselzelle
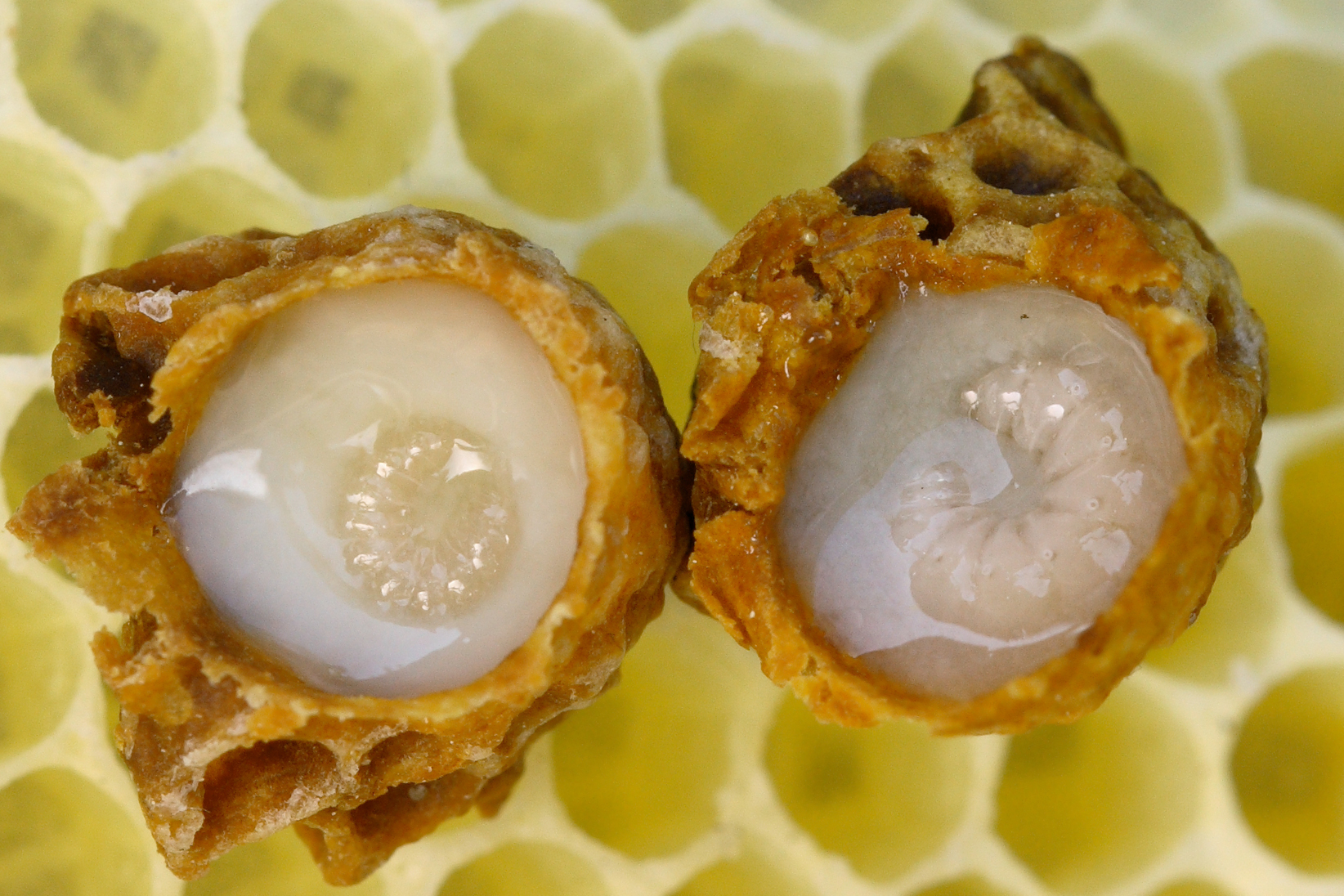
Junge Rundlarven im Futtersaft
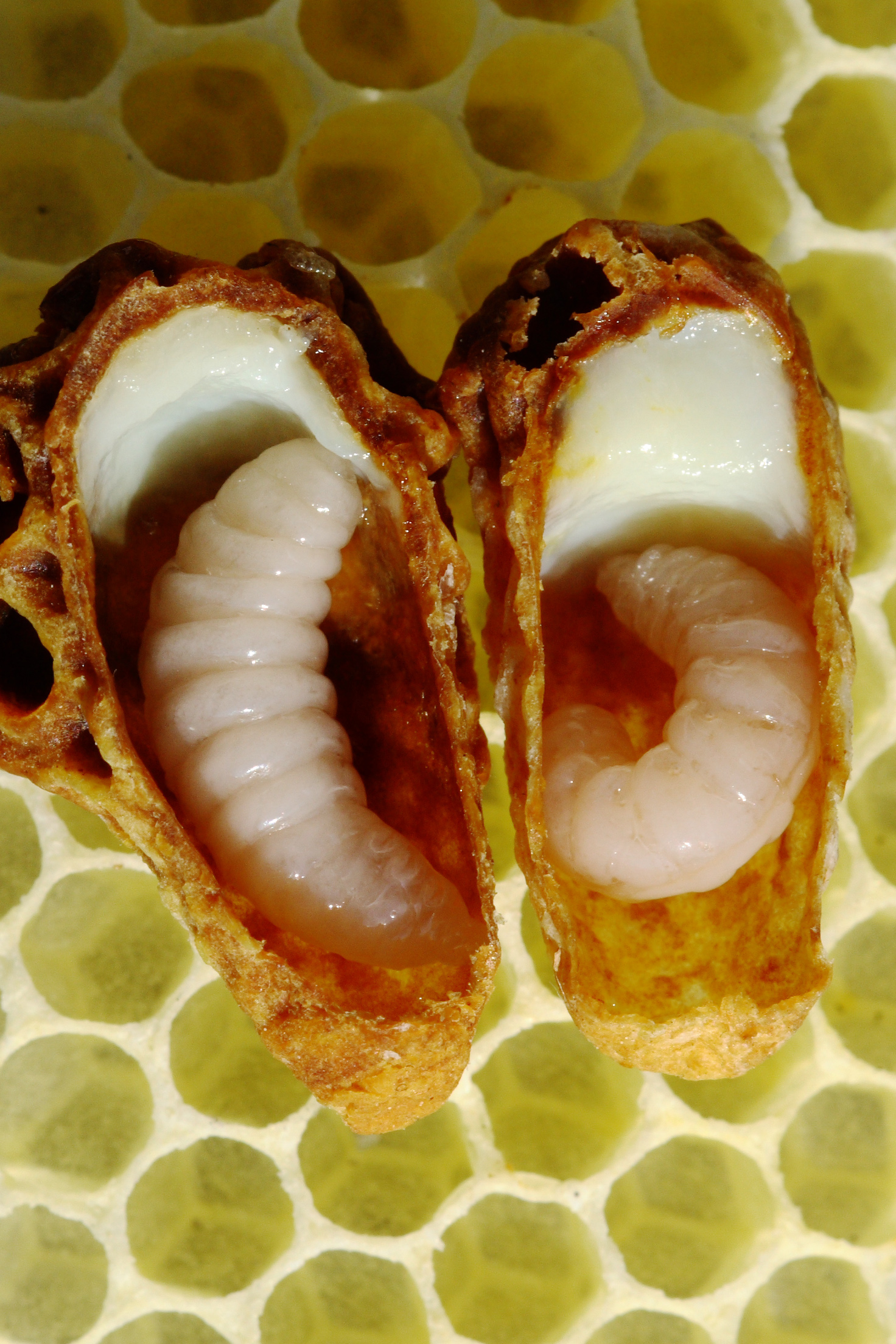
Strecklarven in der Zelle
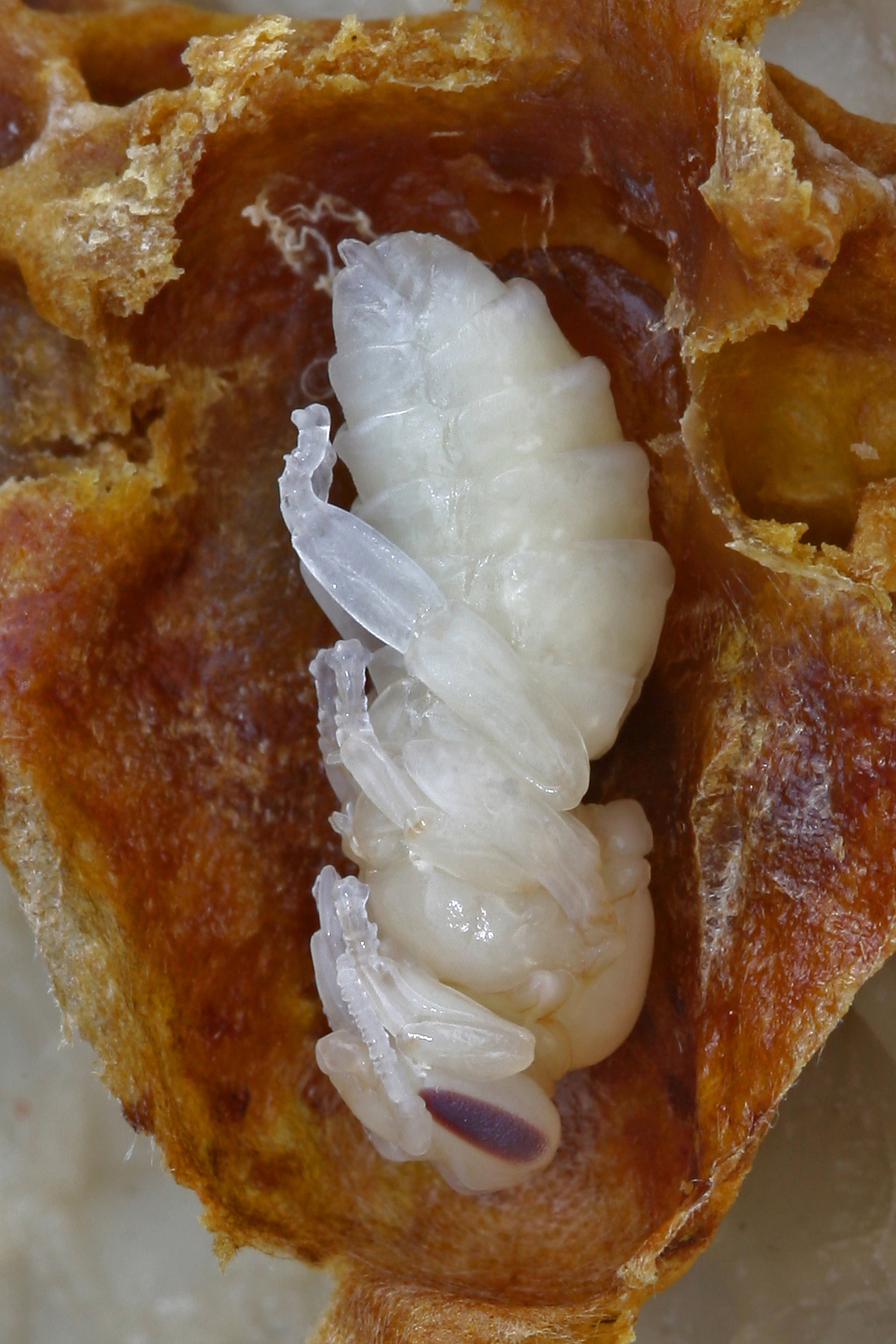
Puppe

|                  | Königin                           | Arbeiterin                                    | Drohn             |
| ---------------- | --------------------------------- | --------------------------------------------- | ----------------- |
| Ei („Stift“)     | befruchtet                        | befruchtet                                    | unbefruchtet      |
| Geschlecht       | ♀ weiblich                        | ♀ weiblich                                    | ♂ männlich        |
| Genom            | diploid                           | diploid                                       | haploid           |
| Ablage in        | Weiselzelle                       | Arbeiterinnenzelle                            | Drohnenzelle      |
| Fütterung        | Königinnen- oder Weiselfuttersaft | Arbeiterinnenfuttersaft, später Mischfutter   | Drohnenfuttersaft |
| Entwicklungszeit |                                   |                                               |                   |
| • Ei             | • 3 Tage                          | • 3 Tage                                      | • 3 Tage          |
| • Larve          | • 5 Tage                          | • 6 Tage                                      | • 7 Tage          |
| • Puppe          | • 8 Tage                          | • 12 Tage                                     | • 14 Tage         |
| (in Summe)       | 16 Tage                           | 21 Tage                                       | 24 Tage           |
| Schlupfgewicht   | etwa 200 mg                       | etwa 100 mg                                   | etwa 200 mg       |
| Körperlänge      | 18–22 mm                          | 12–15 mm                                      | 15–17 mm          |
| Geschlechtsreife | etwa 7 Tage                       | keine                                         | etwa 14 Tage      |
| Lebensdauer      | 3–4 Jahre                         | 4–7 Monate (im Winter) 2–6 Wochen (im Sommer) | 1–3 Monate        |

## Begattung und Lebenszeit

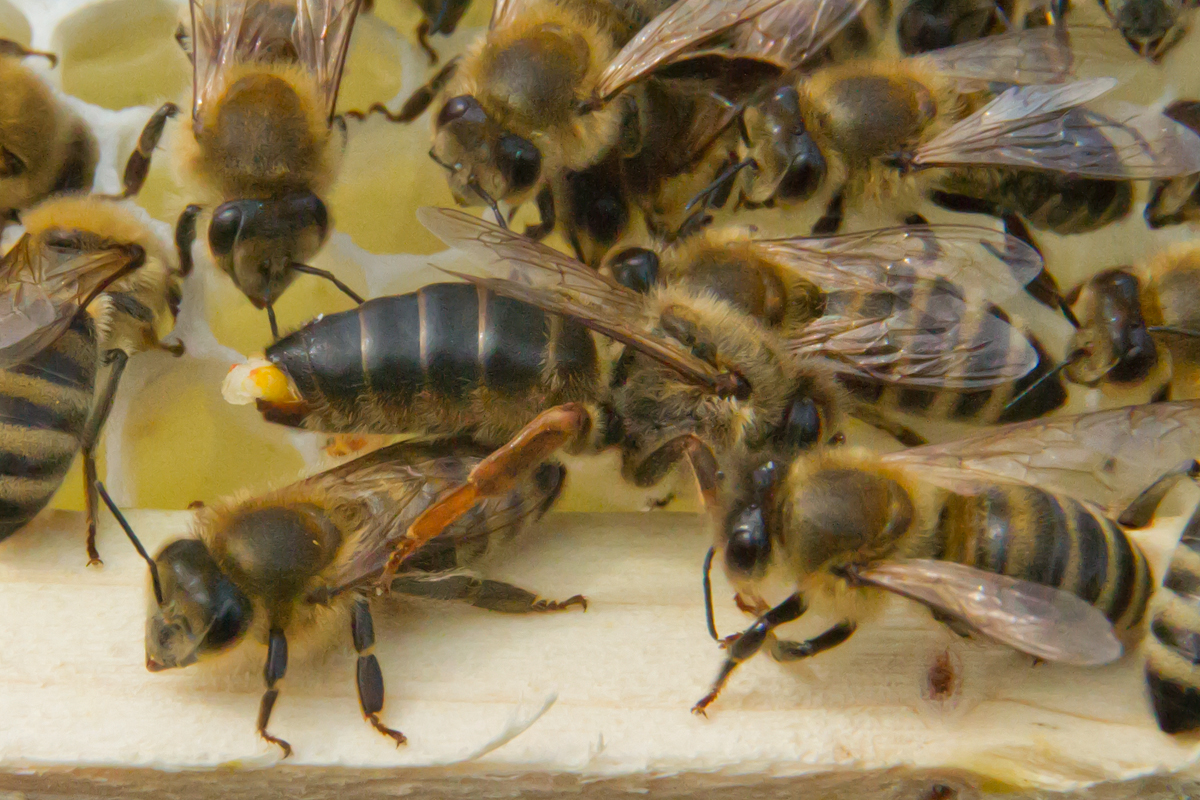
Soeben begattete Bienenkönigin mit abgebrochenem Geschlechtsteil des letzten Drohns

Junge, unbegattete Königinnen (auch Prinzessinnen genannt) fliegen im Alter von ein bis zwei Wochen ein- oder auch mehrmals zur Paarung mit bis zu 12 Drohnen aus. Bei diesen Hochzeitsflügen an sogenannten Drohnensammelplätzen nehmen sie den Samen der Drohnen in ihrer Samentasche auf. Dieser reicht für eine Lebenszeit von bis zu vier Jahren. Geht der Samenvorrat zu Ende, legt die Königin vermehrt unbefruchtete Eier, aus denen sich Drohnen entwickeln. Während der Vegetationszeit, wenn frische Brut vorhanden ist, wird eine solche Königin vom Volk durch Nachschaffung ersetzt.
Die Königin paart sich beim Hochzeitsflug mit mehreren Drohnen von verschiedenen Völkern. Da sie somit gemischtes Sperma erhält, zerfallen ihre diploiden Nachkommen, die Arbeiterinnen eines Volkes, in verschiedene Abstammungslinien, die sogenannten Fraktionen. Das bedeutet, dass die Arbeiterinnen verschiedener Fraktionen nicht zu 75 % miteinander verwandt sind und demnach etwas voneinander abweichende Verhaltensmerkmale aufweisen, was dem Bienenvolk eine höhere Fitness verleiht, als es bei einer Paarung der Weisel mit ausschließlich einer einzigen Drohne möglich wäre. So können bestimmte Fraktionen auf Bedingungen besser reagieren als andere Fraktionen, je nachdem, welche verhaltenswirksamen Gene sie besitzen.

## Legeleistung
Die Volksstärke eines Bienenvolkes schwankt im Jahreslauf. Bei den Bienen der gemäßigten Klimaregionen hat sie im zeitigen Frühjahr ihr Minimum und erreicht etwa zur Sommersonnenwende ihr Maximum. Bei den individuenstarken Rassen der Westlichen Honigbiene, z. B. der Buckfast-Biene, können das 50.000 Tiere sein. Zeitlich dazu passend beginnt die Königin nach einer Winterpause, wenn an drei aufeinander folgenden Tagen 10 Grad und mehr erreicht worden ist, in der Regel etwa Mitte/Ende Februar (Nordhalbkugel), mit dem Eierlegen und erreicht gegen Ende Mai Spitzenwerte von bis zu 2000 Eiern am Tag – mehr als ihr eigenes Körpergewicht.

## Pheromonquelle

Chemische Strukturformel des Pheromons (E)-9-Oxodec-2-ensäure („Königinnensubstanz“)

Neben ihrer Hauptaufgabe, dem Eierlegen während der Vegetationszeit, gibt die Königin über ihre Mandibeln die sogenannte Königinnensubstanz ab. Diese enthält ein Pheromon, das die anderen Weibchen, die Arbeitsbienen, in ihrer Geschlechtlichkeit hemmt und für das Wohlbefinden des ganzen Insektenstaates sorgt.
So merken die Bienen z. B. am Fehlen dieser Pheromone innerhalb kurzer Zeit, dass ihre Königin gestorben oder durch einen imkerlichen Eingriff verloren gegangen ist. Passiert das zu einer Zeit, in der Brut vorhanden ist, so fangen die Bienen an, einige Brutzellen von jungen Arbeiterinnenlarven zu Weiselzellen umzubauen und darin durch die andere Ernährung neue Königinnen als Ersatz nachzuziehen („Nachschaffung“).

## Drohnen- und Buckelbrütigkeit

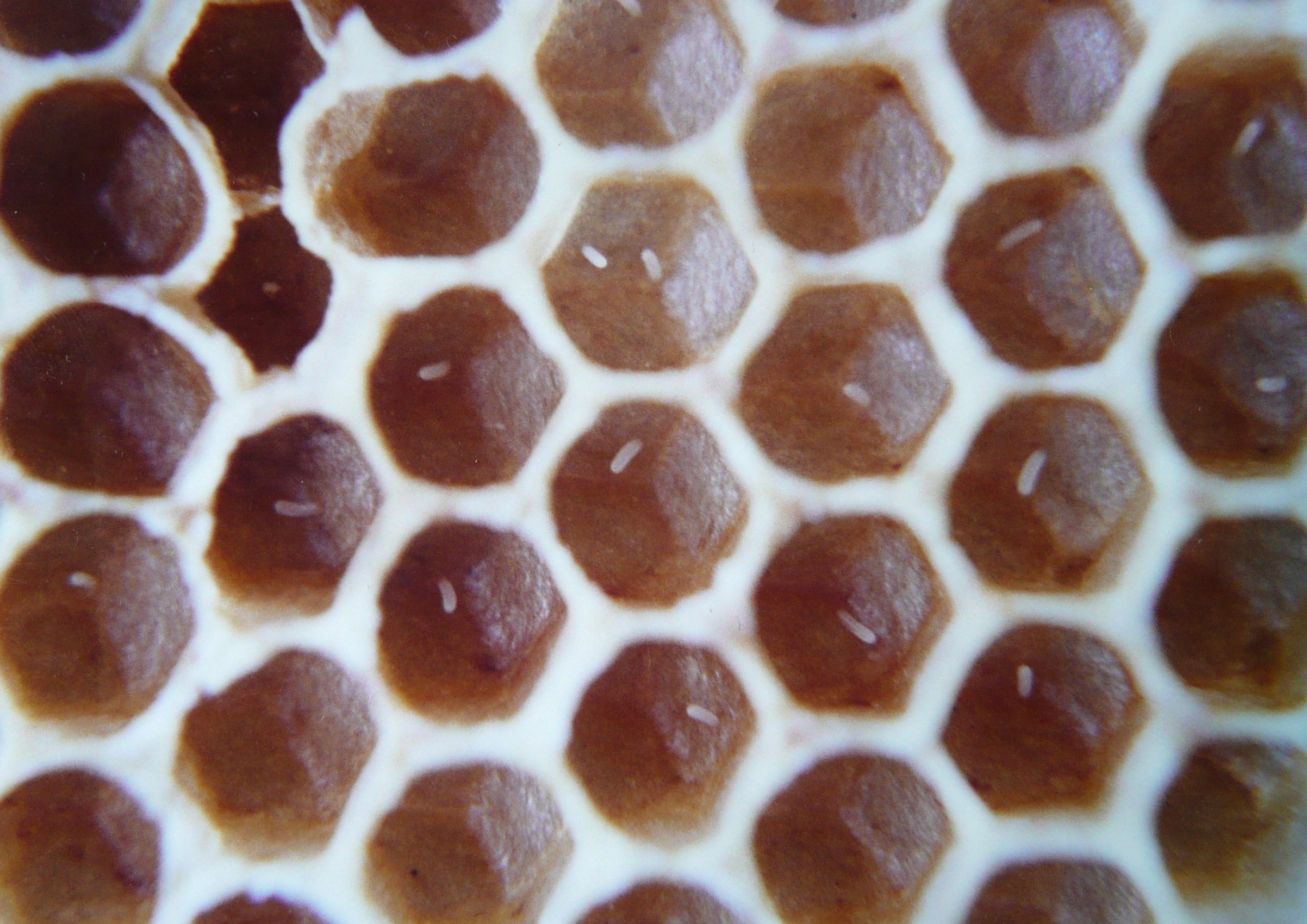
Von einer Afterweisel gelegte Eier. Auffällig ist, dass sich die Eier nicht in der Mitte des Zellenbodens befinden und eine Zelle doppelt bestiftet ist.

Bedrohlich für ein Bienenvolk ist der Verlust der Königin außerhalb der eigentlichen Brutzeit. In einem solchen Fall ist entweder gar keine Brut vorhanden, sodass auch keine neue Königin nachgeschafft werden könnte, oder es könnte zwar eine junge Königin aus der Brut nachgezogen werden, diese würde aber aufgrund des Fehlens von Drohnen oder geeigneten Umweltbedingungen für den Hochzeitsflug nicht begattet. Im ersten Fall fangen nach einiger Zeit einige Arbeitsbienen, sogenannte Afterweisel, an, Eier zu legen (Buckelbrütigkeit oder Buckelbrut). Im zweiten Fall legt die junge Königin nach meistens drei bis vier Wochen nur unbefruchtete Eier (Drohnenbrütigkeit). Letzteres tritt auch ein, wenn der alten Weisel Sperma fehlt oder wenn sie erkrankt ist. In beiden Fällen entsteht ausschließlich Drohnenbrut (männliche Parthenogenese) in mitunter größerer Menge, woran das Bienenvolk dann aufgrund der fehlenden Volkserneuerung – also fehlender diploider Arbeiterinnen – zugrunde geht. In der Imkerei kann ein solches Volk mitunter durch das Entfernen der alten Königin, soweit vorhanden, und Einsetzen einer jungen Weisel gerettet werden, doch ist dieser Eingriff selten erfolgreich, denn zahlreiche Randbedingungen sind zu beachten und auch die Akzeptanz der Pheromone der Weisel durch die Arbeiterinnen spielt eine Rolle.
Eine Ausnahme stellt die Kapbiene A.m. capensis dar. Fehlt die ursprüngliche Königin, so beginnen nach etwa drei Tagen ein paar Arbeiterinnen, unbefruchtete Eier zu legen, aus denen dann aber – und das ist das Besondere – überwiegend Arbeiterinnen entstehen (weibliche Parthenogenese). Aus diesen Eiern können sogar wieder Königinnen aufgezogen werden. Diese Möglichkeit setzt sich jedoch nicht als gewöhnliche Fortpflanzungmöglichkeit durch, da mit der Parthenogenese mittelfristig evolutionäre Nachteile verbunden sind.

## Schlupfjahrmarkierung
Aus unterschiedlichen Gründen, insbesondere zur Altersbestimmung und der schnellen Identifikation im Bienenstock, zeichnen Imker gelegentlich ihre Königinnen mit einem aufgeklebten, teils auch nummerierten, Opalith-Farbplättchen, Zeichenfarbe oder Zeichenstift auf dem Rückenpanzer des Thoraxsegments.
Die Jahresfarben sind international einheitlich und wiederholen sich alle fünf Jahre in der gleichen Reihenfolge, beginnend mit der Farbe Weiß.
Die Königin wird gezeichnet, indem sie aus dem Bienenstock kurzzeitig entnommen und in eine Haltevorrichtung eingesperrt wird. Mit einem mit Watte beschichteten Kolben wird der Platz für die Königin verringert, wodurch sie in der schmalen Öffnung, die sich am oberen Ende der Markierungsapparatur befindet, festgehalten wird. So kann der Imker das Insekt zeichnen und nach kurzem Trocknungsvorgang wieder in das Volk zurücklassen. Handelsübliche Plättchen enthalten mitunter winzige aufgedruckte Zahlen. Zur Befestigung wird ein ungiftiger Kleber verwendet.
| weiß | gelb | rot  | grün | blau |
| ---- | ---- | ---- | ---- | ---- |
| 2016 | 2017 | 2018 | 2019 | 2020 |
| 2021 | 2022 | 2023 | 2024 | 2025 |
| 2026 | 2027 | 2028 | 2029 | 2030 |
| 2031 | 2032 | 2033 | 2034 | 2035 |

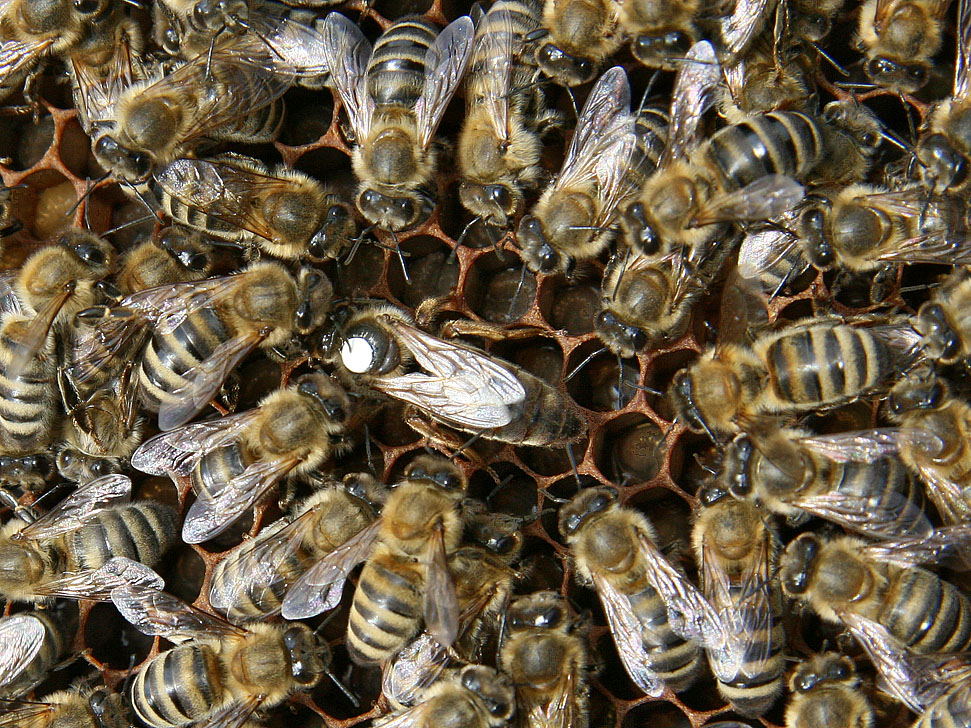
Mit einem weißen Plättchen (für 2021) gezeichnete Königin

Merksätze zu den Jahresmarkierungen: 
- „Weiß, gelb und rot grünen die Rosen vor blauem Himmel“
- „Will You Raise Good Bees“ (white, yellow, red, green, blue)
- „Weiß-gelbe Rosen grünen und blühen.“

## Kunst
Die Bienenkönigin, der Bienenstaat und der Honig spielen im Werk von Joseph Beuys eine wichtige Rolle. Der Honig steht zum Teil für seine symbolische Wirkung für die sozialen Strukturen innerhalb des Bienenstaates sowie auch für die Substanz der Gedanken.
Ein Märchen trägt den Titel Die Bienenkönigin.
In der politischen und religiösen Metaphorik des Mittelalters und der Frühen Neuzeit steht der (männliche) Bienenkönig dem idealen (Bienen-)Staat vor.